# 근흥중학교
근흥중학교(近興中學校)는 대한민국 충청남도 태안군 근흥면 용신리에 있는 공립 중학교이다.

## 학교 연혁
- 1977년 3월 30일 : 개교(12학급)
- 2010년 3월 1일 : 3학급 인가
- 2024년 1월 5일 : 제45회 졸업식(11명) 졸업생 누계 4,942명
- 2024년 3월 1일 : 제22대 함백기 교장 부임
- 2024년 3월 4일 : 제48회 입학식(9명)

## 참고 자료
- 근흥중학교 - 한국교육학술정보원 학교알리미